# Tarnowskie Góry
Tarnowskie Góry (en alemán: Tarnowitz, en checo: Tarnovice) es una ciudad en el sur de Polonia, ubicado en la región (voivodato) de Silesia, siendo capital de la provincia (distrito) llamada Tarnogórskiego, en el extremo norte de la región industrial de Silesia, históricamente llamada la Alta Silesia. En los años 1975-1998, la ciudad era administrativamente parte de la provincia de Katowice. En 2017 los minerales de sus minas de plomo, plata y zinc, junto con el sistema de gestión de las aguas subterráneas ha sido un patrimonio de la humanidad.

## Historia

### Antigüedad
Los primeros asentamientos fueron alrededor de Tarnowskie Góry hacen de más de 20 mil años. Se encontraron los rastros de los habitantes del Paleolítico superior en la aldea de Rybna, dentro de las fronteras actuales de la ciudad. Durante la Edad del Bronce, la gente vivía a lo largo de las orillas del río Stoła (en polaco) o Stola, (nombre derivado del agua alemana Stollenwasser Adit anteriormente este río era conocido como "Rybna" (derivado de una palabra polaca para "pez"), sus herramientas, aquí se excavaron joyas y armas, que datan de entre los siglos VIII y V a. C. La plata, el plomo y el zinc eran abundantes en estos terrenos y la evidencia de una producción temprana de metales se remonta al menos al siglo III D. c.

### Medieval y renacentista

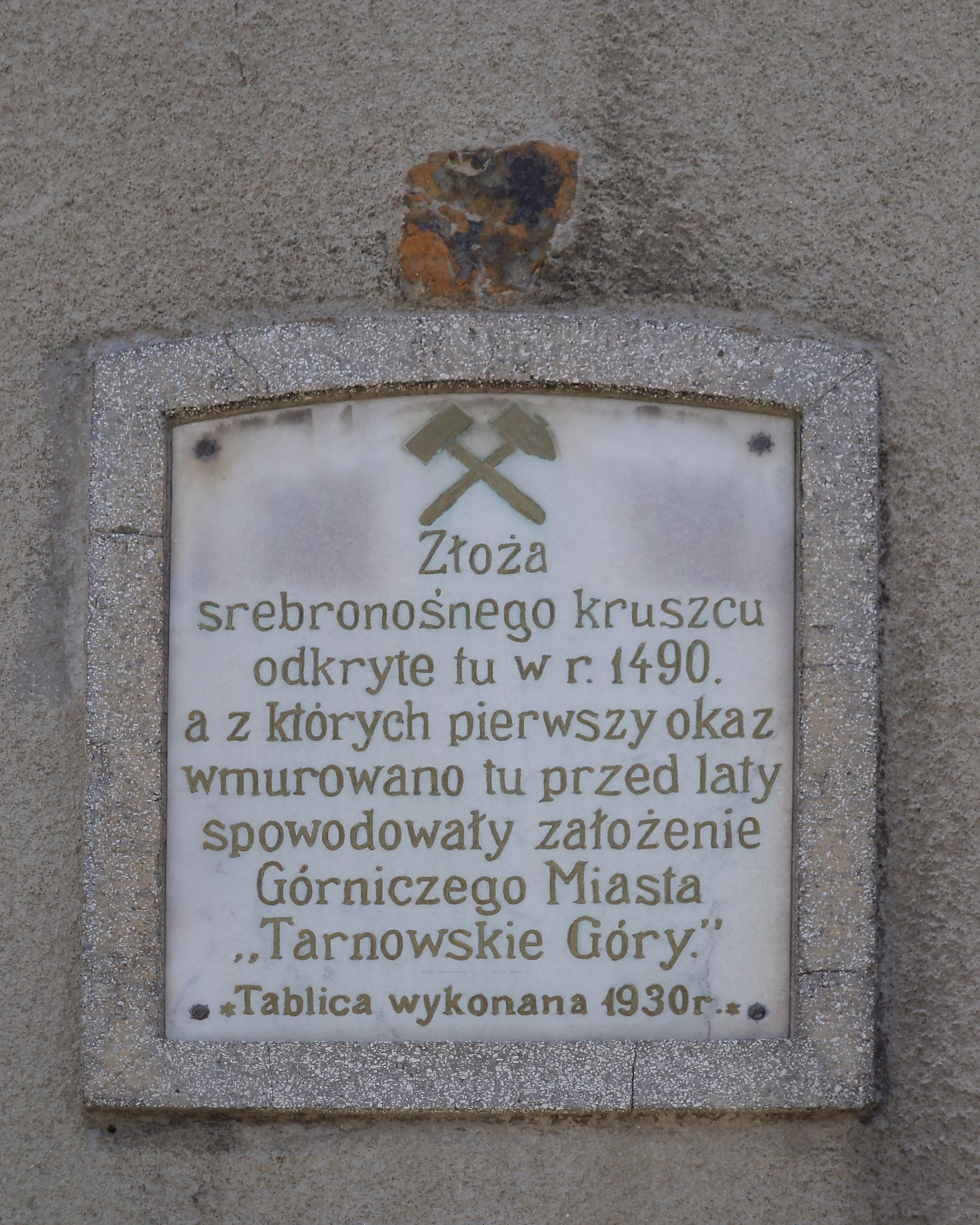
Una placa de 1930 que conmemora el supuesto descubrimiento del depósito de plata en 1490 por el campesino Rybka en el lugar de la actual Casa de Florczak en la Plaza del Mercado.

Repty Śląskie, una aldea, ahora dentro de los límites de la ciudad de Tarnowskie Góry, fue mencionada en un documento oficial del Papa que data del 12 de septiembre de 1201. Según la leyenda, la fuente de mineral de plata (el único responsable de la existencia de la ciudad) se descubrió por primera vez en 1490, cuando un campesino local llamado Rybka encontró una piedra extraña, pesada y metálica mientras araba el campo cerca del pueblo de Tarnowice. Presentó su hallazgo a un sacerdote local y, en menos de tres décadas, este lugar se convirtió en el centro minero de plata más grande de la zona. Su población rivalizaba en tamaño con algunas de las principales ciudades del mundo renacentista y los buscadores de oro provenían de todos los rincones del continente, algunos hasta España, todo esto impulsado por la cantidad y calidad masiva de mineral, tan alto que en muchas ocasiones se decía que era prácticamente plata pura y metálica.
El crecimiento inicial se puede atribuir a Jan II the Good, el último duque de Opole y Racibórz de la primera dinastía polaca de Piastas, y Jorge de Brandeburgo-Ansbach (de la Casa de Hohenzollern), quienes en 1526 dieron los privilegios especiales de la ciudad llamados "Akt Wolności Górniczej" (Ley de Libertad de los Mineros). Este documento revolucionario otorgaba la libertad a cualquier campesino que eligiera de convertirse en minero en el área; El mismo año, el nuevo asentamiento se elevó oficialmente a la condición de ciudad, bautizado como Tarnowskie Góry y recibió un conjunto adicional de privilegios y derechos de la ciudad, escudo de armas y sello oficial seguido unas décadas más tarde en 1562.

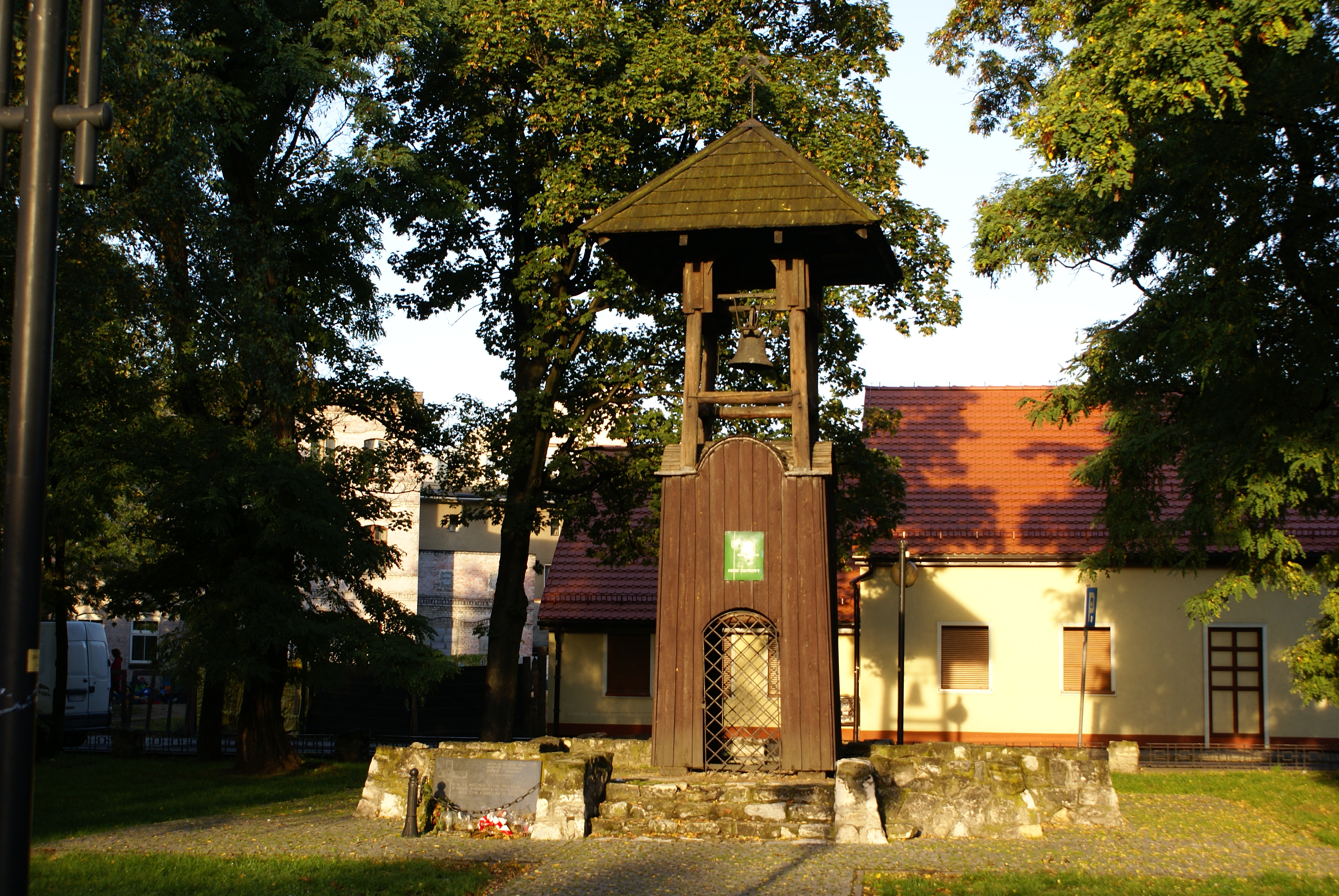
Campanario de Gwareks del (Dzwonnica Gwarków) en el centro de la ciudad.

En 1528, se proclamó "Ordunek Górny" (la Ordenanza minera) que promueve fuertemente la exploración adicional y ofrece un alto porcentaje de ganancias a los mineros, y provocó un período de crecimiento explosivo y prosperidad. Muchas otras empresas asociadas, como el comercio, la fabricación, la artesanía, etc., se desarrollaron rápidamente y la mayor parte del casco antiguo ya estaba en funcionamiento en 1540, incluidos muchos de los edificios de ladrillo y piedra y la iglesia protestante que aún existen. A mediados del siglo XVI, Tarnowskie Góry se convirtió en el centro minero más grande de la Alta Silesia y uno de los más grandes de Europa; La longitud combinada de los túneles principales (los túneles principales eran los pasajes con una altura libre de más de 2 metros (6 pies y 7 pulgadas) de altura construidos bajo la milla cuadrada del casco antiguo solo, superan los 160 kilómetros (99 millas), aún, lo que representa solo una pequeña fracción de un sistema subterráneo total.

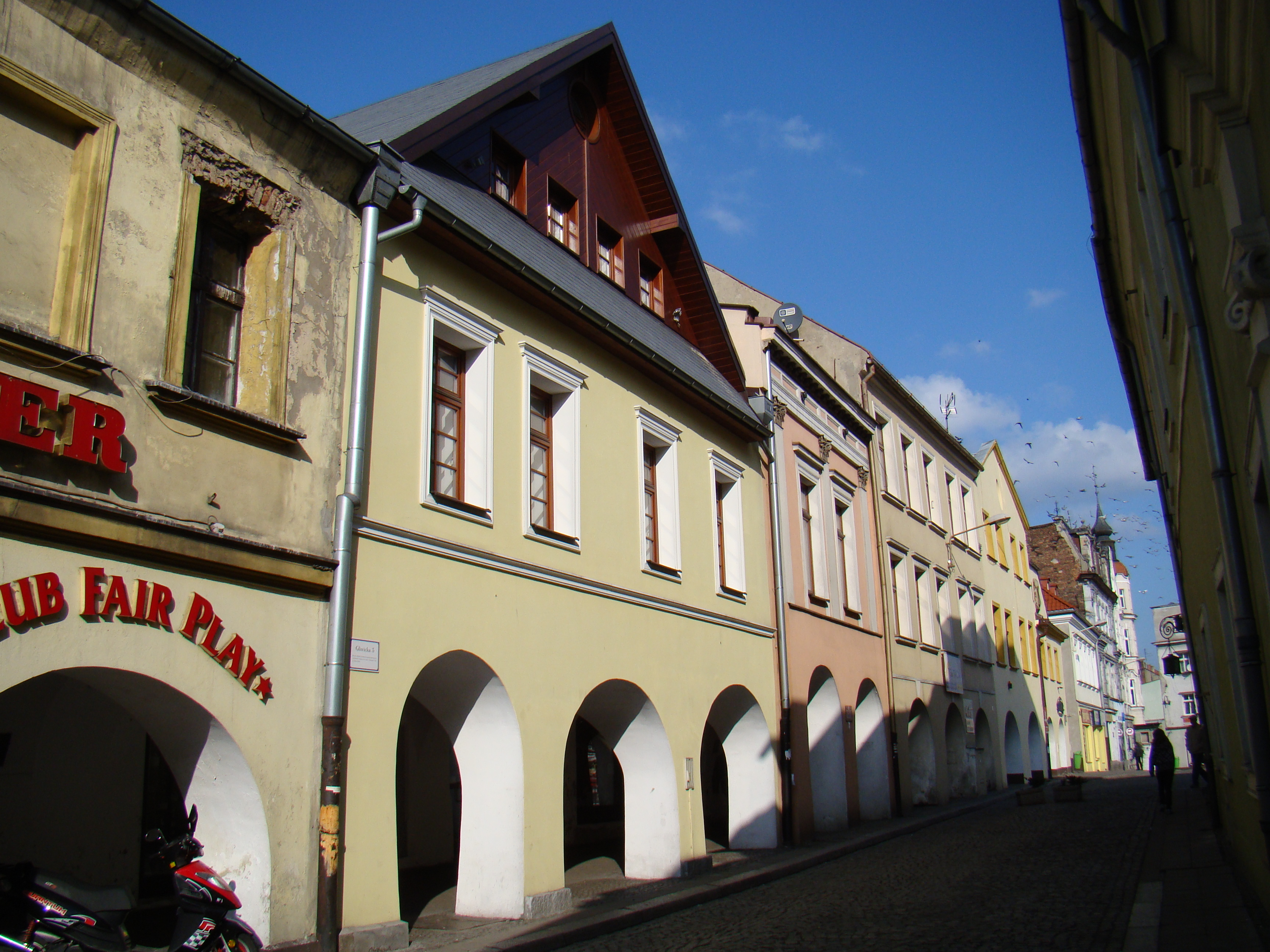
Casas de srcada en la calle Gliwicka, que datan del.

Muchos protestantes encontraron un refugio en Tarnowskie Góry, y después de la muerte de la ciudad de Juan II el Bueno (1532) fue gobernada por la familia de Hohenzollern, partidarios del movimiento de reforma. La primera iglesia protestante de madera fue construida en 1529 y dos años después se erigió una estructura de piedra para reemplazarla. En 1531, se creó Szkola Różnowiercza (La Escuela de la Reforma) y a finales del siglo XVI estaba dirigida por Daniel Franconio, famoso erudito, educador, poeta y propagador del arrianismo.

### Iluminación

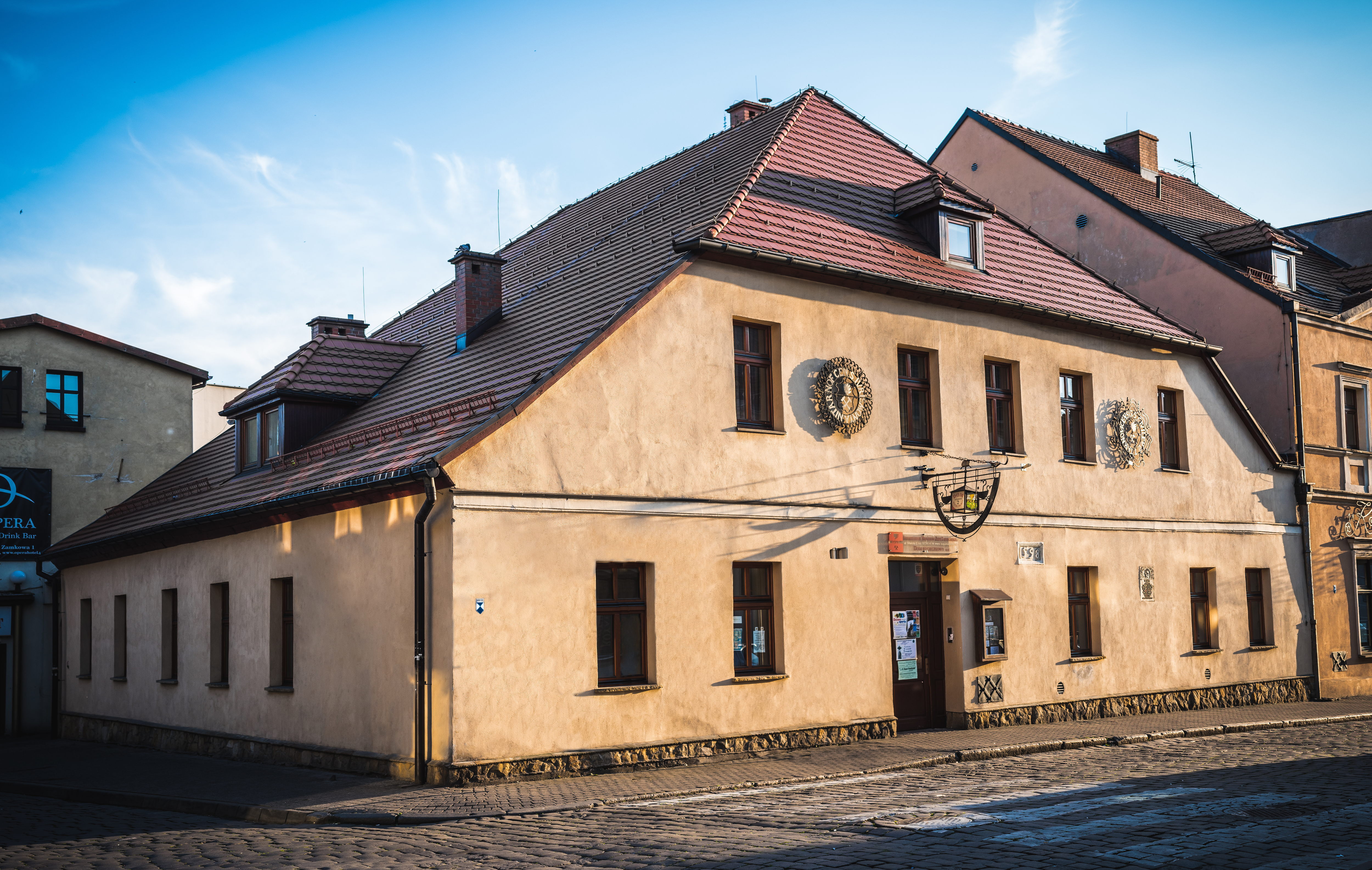
La Casa de Gwarek del, en la que en 1744 se celebró el primer servicio luterano después del fin del gobierno de los Habsburgo, según lo mencionado por el pastor Samuel Ludwik Zasadius.

La prosperidad de Tarnowskie Góry fue detenida abruptamente por la Guerra de los Treinta Años (1618-1648), y en 1676-1677 su población fue diezmada por un brote de peste (que dos años más tarde llegó a la capital austriaca). En 1683, el rey polaco Juan III Sobieski descansó en la ciudad camino a la Batalla de Viena (donde condujo a la famosa rama de húsares de la caballería polaca a la victoria al derrotar al ejército otomano y detener el progreso de su invasión europea). En Tarnowskie Góry, la nobleza polaca dio la bienvenida a los reyes recién elegidos Augusto II el Fuerte y Augusto III de Polonia, en julio de 1697 y enero de 1734, respectivamente, cuando se dirigían a sus coronaciones reales a Cracovia.
El 16 de diciembre de 1740, fue marcado por el ejército prusiano que ingresó a la ciudad durante la primera de las Guerras de Silesia; En 1742, la dominación austríaca terminó y Tarnowskie Góry cayó bajo el dominio prusiano. En 1742, después del fin del dominio austríaco, se estableció una parroquia luterana, cuyo primer pastor fue el escritor religioso polaco y autor de los populares libros de oraciones Samuel Ludwik Zasadius. Alrededor de 1780 Friedrich Wilhelm von Reden abrió una mina controlada por el gobierno, así como una fundición de plata y plomo llamada "Frederyk" en honor a Federico Guillermo II, el rey de Prusia.
Los judíos, con algunas excepciones, fueron restringidos o totalmente excluidos del área a lo largo de los años; sin embargo, lograron tener un gran impacto en el progreso de toda la región. Salomon Isaac, agente comercial judío y empresario minero, fue uno de los mayores contribuyentes al desarrollo de las industrias metalúrgicas y mineras de Sillesia y, en última instancia, se convirtió en uno de los gerentes de la recién creada Oficina de Minería Prusiana en Tarnowskie Góry.

### Revolución industrial

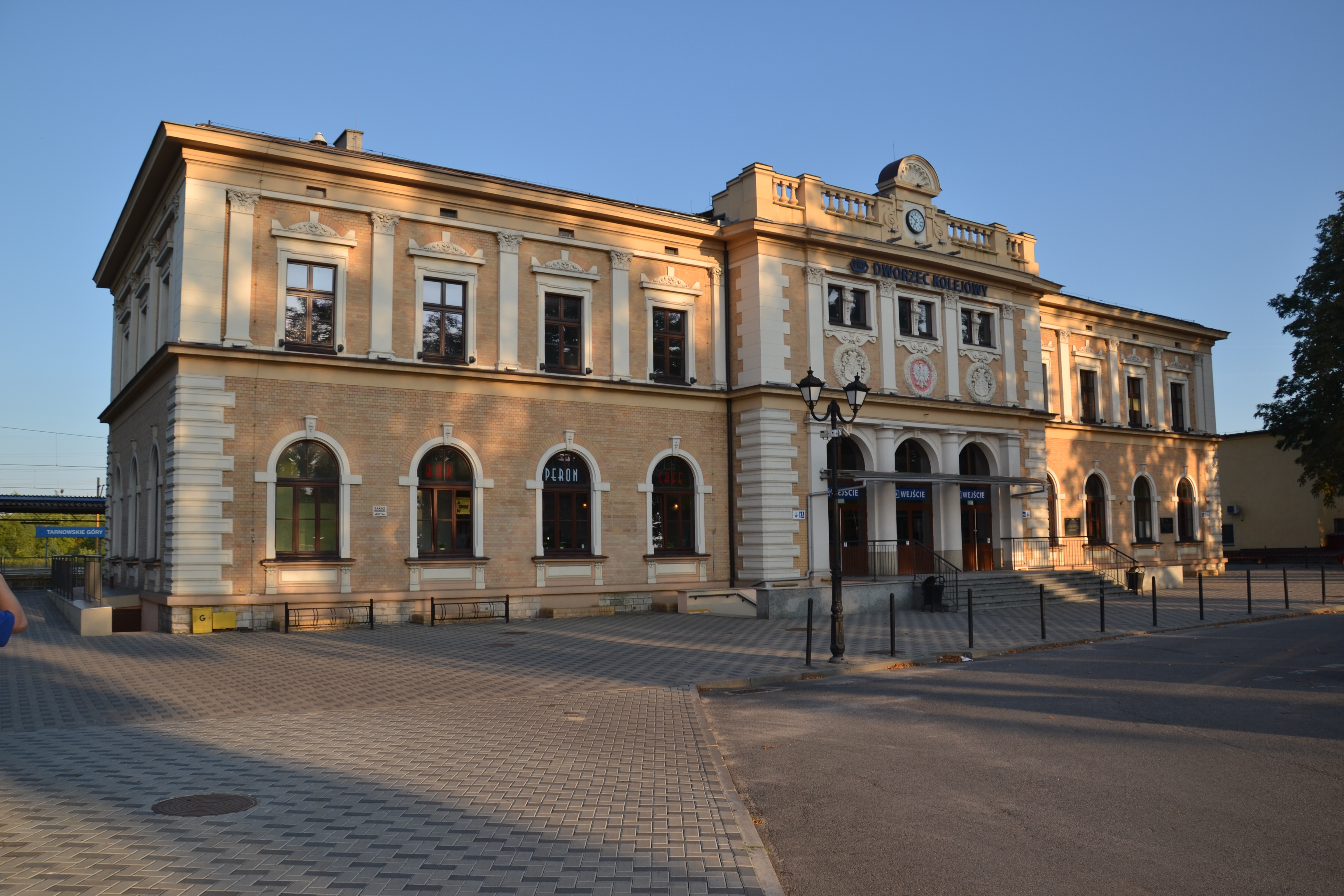
Estación de ferrocarril de Tarnowskie Góry

En 1788, al iniciar la Revolución Industrial, la primera máquina de vapor en Europa continental (y solo la segunda en el mundo) fue importada de Inglaterra e instalada con el propósito de drenar las aguas subterráneas. Esta no era una tarea pequeña, millas de una profunda adit o túnel de drenaje. Una parte de 600 metros del antiguo Adit de Fryderyk es una ruta turística llamada Trucha Negra Adit. Sus túneles se cortaron a través de una roca madre sólida y una de las salidas del sistema, cerca de Repty, se convirtió en el principal contribuyente del río Drama.
Aunque las guerras napoleónicas dañaron y le impusieron impuestos, la ciudad experimentó otro auge del crecimiento y la prosperidad en el siglo XIX. En 1803 se inició una de las primeras escuelas de minería del mundo y, durante las siguientes décadas, se abrieron muchas fábricas y negocios nuevos, incluyendo: fábrica de papel, fundición de hierro, imprenta, cervecería, fábrica de jabones y planta de producción de gas natural. Durante ese período, la plaza del pueblo y dos calles principales fueron pavimentadas, la iluminación de gas iluminó el pueblo y se instaló un sistema de alcantarillado. "Górnośląska Spółka Bracka" (La Cooperativa de la Hermandad de la Alta Silesia) se organizó con su sede en Tarnowskie Góry; (Esta institución revolucionaria funcionó como una compañía de seguros para mineros y cubrió toda la región de la Alta Silesia con 17.821 miembros iniciales). En 1857, el primer ferrocarril, que conducía a Opole, llegó a la ciudad y, ocho años después, también cortó la Historia de ferrocarril de Polonia. A lo largo de las próximas décadas, debido a su ubicación estratégica, el número de líneas ferroviarias creció rápidamente y, a fines del siglo XIX, Tarnowskie Góry estaba en camino de convertirse en el segundo patio de maniobras más grande de Europa. En 1873 se formó un nuevo condado en el área con Tarnowskie Góry como su capital; Un hospital y un edificio de la corte se abrieron poco después.

### Moderno

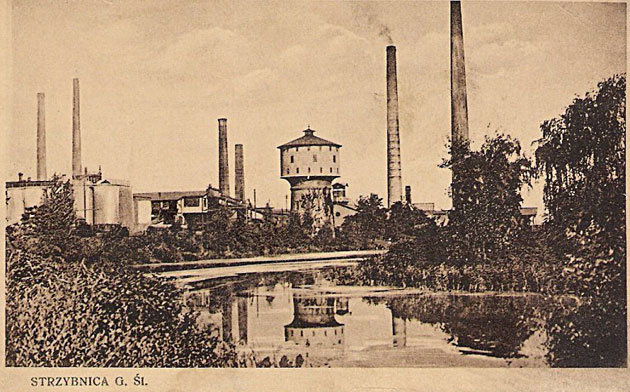
Fryderyk Smelting Works en Polonia de entreguerras.

A principios del siglo XX, la fuente del mineral de plata se secó y la minería se detuvo por completo. Después de que terminó la Primera Guerra Mundial, entre 1919 y 1921 se produjeron tres levantamientos masivos antialemanes en toda la región de la Alta Silesia y muchos residentes de las ciudades lucharon y apoyaron la causa. Soon after the end of the third one, mandated by the Versailles Treaty, the Silesian Plebiscite was held, and an overwhelming majority of the Upper Silesia region voted for integration with newly independent Poland; in Tarnowskie Góry however, 82% of the participants favored Germany in large part due to "imported" votes.<ref> Poco después del final del tercero, ordenado por el Tratado de Versalles, se celebró el plebiscito de Silesia, y una abrumadora mayoría de la región de la Alta Silesia votó a favor de la integración con la recién independiente Polonia; Sin embargo, en Tarnowskie Góry, el 82% de los participantes favoreció a Alemania en gran parte debido a los votos "importados". En 1922, después de más de 300 años de dominación austriaca y prusiana, Tarnowskie Góry fue devuelto a Polonia. En el período de entreguerras, el 11.º Regimiento de Infantería del ejército polaco estaba estacionado en Tarnowskie Góry.

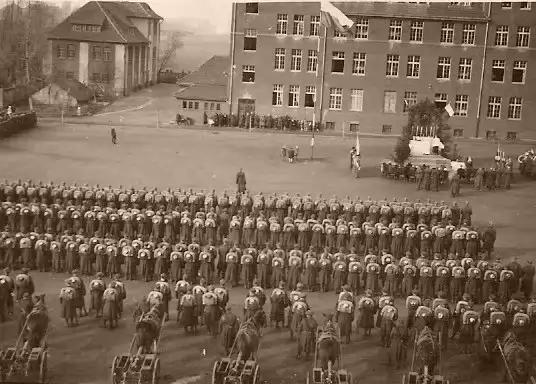
Cuartel del ejército polaco en la década de 1930.

Al comienzo de la Segunda Guerra Mundial en 1939, la independencia polaca llegó a su fin y comenzó la ocupación Alemania nazi. Se llevaron a cabo arrestos masivos de sacerdotes, maestros, intelectuales y combatientes de tres Levantamientos silesios antialemanes (1919-1921). La sinagoga fue quemada mientras que la minoría alemana acogió con entusiasmo las fuerzas nazis invasoras. Durante la ocupación, el Armia Krajowa (Home Army, la organización de resistencia subterránea polaca) emprendió una campaña de sabotaje contra las fuerzas nazis, el transporte ferroviario y la industria local. La liberación de Silesia llegó a principios de 1945; Para salvar la infraestructura industrial de la región, el Ejército Rojo abrió una ofensiva apoyada por un gran número de tropas con un uso mínimo de artillería pesada y bombardeos aéreos. Según los testigos, toda la operación fue extremadamente rápida; Incontables, hombro con hombro, multitudes de soldados rusos pasaron por la ciudad en cuestión de minutos, seguidos por casi completa. La liberación de los ocupantes nazis tuvo un gran precio y Polonia volvió a perder su libertad; aunque oficialmente un país soberano, de hecho, el estado estaba gobernado por un régimen títere instalado y totalmente controlado por la Unión Soviética de Joseph Stalin's.

### Actualidad

Distritos de Tarnowskie Góry

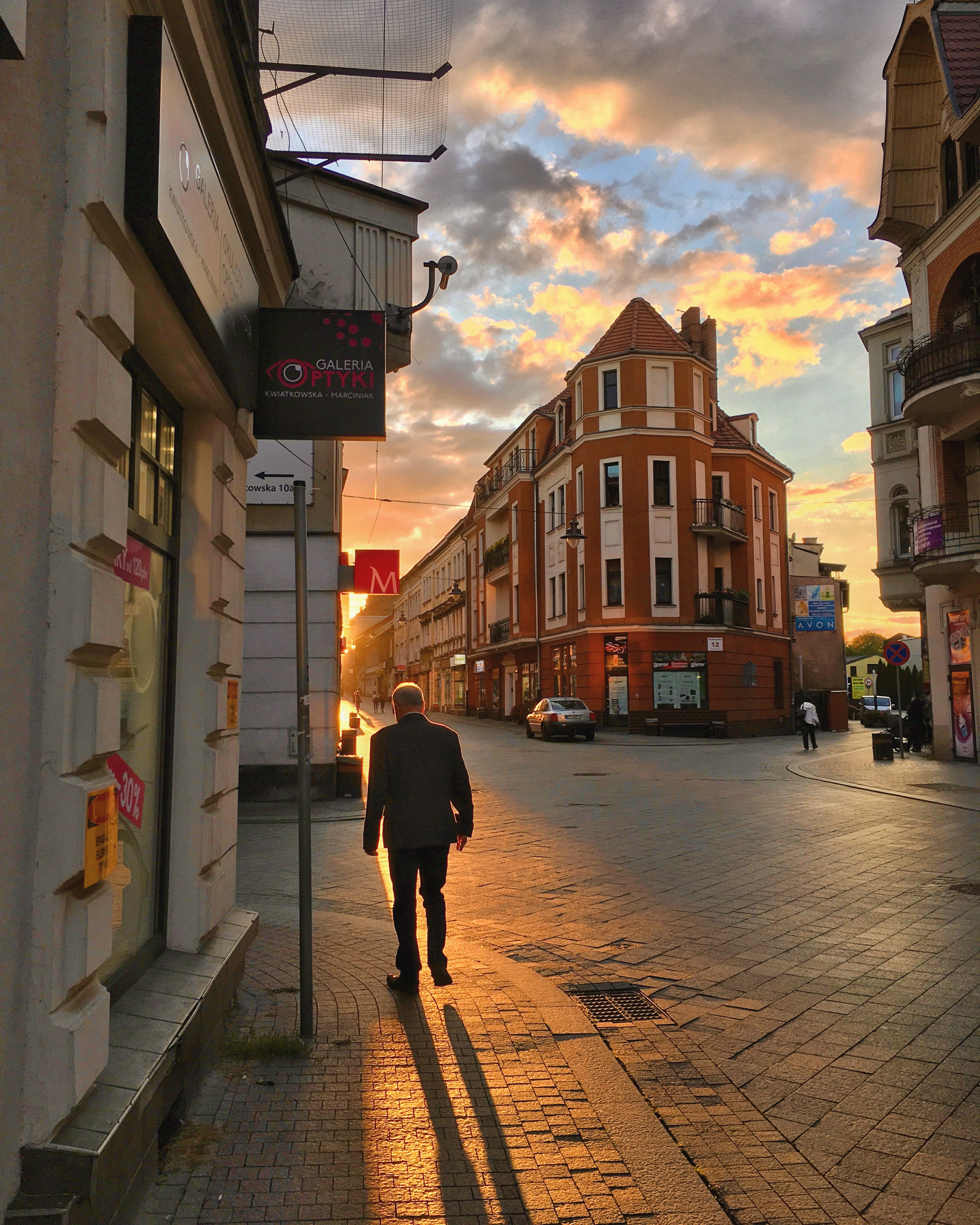
Peatonal de Tarnowskie Góry.

Las décadas posteriores al final de la Segunda Guerra Mundial vieron una afluencia de inmigrantes de otras partes de Polonia (incluidas sus antiguas provincias orientales) para hacerse cargo de la propiedad de los habitantes alemanes expulsados, y como resultado de los desarrollos de la economía planificada. Se abrieron varias fábricas grandes en el área de Tarnowskie Góry, incluyendo: FASER (el mayor fabricante de equipos de seguridad y lámparas de minería en el bloque soviético), FAZOS (el fabricante de refuerzos automáticos de muros de minas), ZAMET (fabricante de equipos metalúrgicos), CHEMET (fabricante de equipo químico) y Miasteczko Slaskie (la segunda instalación más grande de este tipo en Europa). Todos estos "Molochs" emplearon a miles de trabajadores y emitieron innumerables contaminantes al medio ambiente circundante. Durante décadas, la industria ferroviaria siguió siendo uno de los empleadores locales más grandes, sin embargo, debido a una infraestructura envejecida, disminuyó lentamente en volumen y otras ciudades del área comenzaron a manejar cada vez más el tráfico ferroviario en términos de carga y trenes de pasajeros.
La caída del telón de acero en 1989 devolvió la libertad a Polonia acompañada por el caos de la reestructuración y la privatización, lo que condujo a una pequeña pero constante disminución de la población, que comenzó a mediados de la década de 1990 y se prolongó durante la primera década del siglo XXI. Hoy, Tarnowskie Góry es un centro industrial, cultural, educativo, tecnológico y destino turístico.